# 워크래프트 II: 타이드 오브 다크니스
《워크래프트 II: 타이드 오브 다크니스》(Warcraft II: Tides of Darkness, 어둠의 물결)는 블리자드 엔터테인먼트가 워크래프트: 오크 앤드 휴먼의 후속편으로 개발한 게임이다. 전작에 비해 시스템과 그래픽이 매우 발전하였고, 상당한 인기를 끌었다.
스타크래프트의 원조로 불리는 게임이기도 하다. 워크래프트 시리즈 중 유일하게 해상전을 도입한 작품이다. 후속작인 워크래프트 3에도 해상전이 있기는 하지만, 육상전에 비해서 미약하다. 확장팩으로 워크래프트 II: 비욘드 더 다크 포탈이 있다.
대한민국에 보급될 당시의 상품명은 《워크래프트 2》 또는 《워크래프트 II: 어둠의 물결》이었으며, 현재는 《워크래프트 II: 타이드 오브 다크니스》를 공식 명칭으로 사용하고 있다.

## 배경
아제로스에 있는 인간 국가인 스톰윈드를 멸망시킨 오크들은 여세를 몰아 또다른 인간 국가인 로데론에 쳐들어 간다. 인류는 드워프, 노움, 하이 엘프 종족과 함께 인간 연합을 결성하여 오크 종족에게 대항한다. 오크들도 오우거, 고블린, 트롤을 오크 호드에 가담시켜 전력을 강화한다.

## 개요
플레이어는 인간, 오크의 어느 쪽이든 선택하여 캠페인을 플레이를 하거나, 컴퓨터와 대전을 하는 구도로 되어있다. 인간과 오크의 각 유닛이나 건물은 완전하게 일대일 대응하고 있어 기본적인 기능은 같지만, 마법에 대한 차이가 있다. 대전에서는 인간의 성기사의 치료(체력 회복)와 오크의 오우거 마법사의 혈욕(공격력 3배)의 결정적인 차이가 있어, 공격적으로는 인간보다는 오크가 유리하고 방어적으로는 오크보다는 인간이 유리하다.
자원은 이 후의 작품인 워크래프트 3와 조금 달리 금, 나무, 석유 세 가지 종류가 있다. 금과 나무는 인간의 농민과 오크의 노동자가, 석유는 유조선이 채취한다.

## 두 종족의 차이점
오크와 인간 모두 유닛의 체력과 공격력이 모두 같다. 다만 마법 부분에서는 오크가 확실히 뛰어난 편이고, 인간의 경우는 오크의 1세대 죽음의 기사에게 효과적인 마법이 있다는 점이다. (팔라딘의 엑소시즘), 또한 대장간 무기, 방어구 업그레이드 가격도 약간 차이가 있다.

## 평가
| Warcraft II: Tides of Darkness (1995–96) |       |
| --- | ----- |
| 통합 점수 통합사 점수 게임랭킹스 95% [ 3 ] 평론 점수 평론사 점수 게임 레볼루션 91% [ 4 ] 게임스팟 93% [ 5 ] The Adrenaline Vault 91 [ 6 ] Computer Games Magazine [ 7 ] Entertainment Weekly A [ 8 ] Next Generation (PC) [ 9 ] |       |
| 통합 점수 |       |
| 통합사 | 점수  |
| 게임랭킹스 | 95%   |
| 평론 점수 |       |
| 평론사 | 점수  |
| 게임 레볼루션 | 91%   |
| 게임스팟 | 93%   |
| The Adrenaline Vault | 91    |
| Computer Games Magazine | [ 7 ] |
| Entertainment Weekly | A     |
| Next Generation | (PC)  |

## 같이 보기
- 워크래프트